# Sirena Seaways
Die  Sirena Seaways ist eine Ro-Pax-Fähre der dänischen Reederei Det Forenede Dampskibs-Selskab.

## Geschichte
Das Schiff wurde unter der Baunummer B591-1/2 auf der Werft Stocznia Szczecinska im. Adolfa Warskiego in Stettin gebaut. Auftraggeber war die italienische Reederei Lloyd Sardegna Compagnia Di Navigazione, die das Schiff als Golfo dei Delfini im Verkehr zwischen dem italienischen Festland und Sardinien einsetzen wollte. Nachdem es beim Bau zu Verzögerungen gekommen war, trat die Reederei vom Bauvertrag zurück.
Im Juli 2002 wurde das Schiff an die dänische Reederei DFDS Tor Line verkauft, die es als Dana Sirena in Dienst stellte und im Fährverkehr zwischen Esbjerg und Harwich einsetzte. Ende September 2014 wechselte das im März 2013 in Sirena Seaways umbenannte Schiff von der Strecke Esbjerg–Harwich auf die Strecke Paldiski–Kapellskär, auf der es bis Anfang Januar 2015 verkehrte. 
Ab Mai 2015 fuhr das Schiff als Baie de Seine für Brittany Ferries und bediente dabei die Strecken zwischen Portsmouth und Le Havre sowie Portsmouth und Bilbao. Die Charter lief zunächst bis April 2019. Das Schiff fuhr auch anschließend noch für Brittany Ferries und wurde im März 2020 zurückgeliefert.
DFDS Seaways setzt das wieder in Sirena Seaways zurückbenannte Schiff unter der Flagge Litauens auf der Strecke zwischen Paldiski und Kapellskär ein.

## Technische Daten und Ausstattung
Der Antrieb des Schiffes erfolgt durch zwei Viertakt-Neunzylinder-Dieselmotoren des Herstellers Wärtsilä (Typ: 9L46C) mit jeweils 9.450 kW Leistung, die auf zwei Verstellpropeller wirken. Das Schiff erreicht damit eine Geschwindigkeit von 22 kn. Das Schiff ist mit zwei Bugstrahlrudern ausgestattet.
Für die Stromerzeugung stehen drei Dieselgeneratoren mit jeweils 1.440 kW Leistung (1.800 kVA Scheinleistung) zur Verfügung.
An Bord ist Platz für 610 Passagiere. Das Schiff verfügt über 196 Passagierkabinen mit insgesamt 575 Betten. Zusätzlich stehen fünf Kinderbetten zur Verfügung, die bei Bedarf in den Kabinen genutzt werden können. Die Ro-Ro-Deck bietet Platz für 160 Pkw und 84 Lkw. Das Ro-Ro-Deck auf dem Hauptdeck ist über eine Bug- und eine Heckrampe zu erreichen. Das obere Ro-Ro-Deck ist im hinteren Bereich des Schiffes nach oben offen. Die Decksaufbauten mit den Einrichtungen für Passagiere und Schiffsbesatzung sowie der Brücke befinden sich in der vorderen Hälfte das Schiffes.

## Sonstiges
Das Schwesterschiff, die Lisco Gloria, geriet  in der Nacht vom 8. auf den 9. Oktober 2010 nordwestlich von Fehmarn in Brand geriet und wurde später zum Totalverlust erklärt.